# دانشگاه امام حسین
دانشگاه امام حسین دانشگاه دولتی وابسته به سپاه پاسداران انقلاب اسلامی است، که در سال ۱۳۶۵ تأسیس شد و ساختمان مرکزی آن در شهر تهران قرار دارد.
این دانشگاه از ۲ بخش تحت عناوین؛ دانشگاه جامع امام حسین و دانشکده افسری و تربیت پاسداری امام حسین تشکیل شده است. دانشجویان تنها از طریق آزمون داخلی سپاه پاسداران می‌توانند وارد این دانشگاه شوند.
افراد پس از شرکت در آزمون داخلی سپاه پاسداران، در صورت خوب بودن رتبه به مصاحبه دعوت شده و با مصاحبه علمی و اختصاصی، عمومی و عقیدتی گزینش می‌شوند و دانشجویان پس از فارغ‌التحصیلی، جزو کادر سپاه پاسداران انقلاب اسلامی خواهند شد. هم‌اکنون سرتیپ پاسدار محمد کرمی فرماندهی دانشگاه امام حسین را برعهده دارد.

## تاریخچه
پیشینه شکل‌گیری این دانشگاه به سال ۱۳۶۲ بازمی‌گردد که قبل از شکل‌گیری دانشگاه در مکان فعلی آن، پادگان امام حسین توسط مهدی باکری راه‌اندازی شد. در سال ۱۳۶۵ مرکز آموزش عالی امام حسین توسط اولین فرمانده آن، سیدمهدی موسوی زارع و به دستور محسن رضایی بنیان‌گذاری و تأسیس شد و در همان سال توسط وزارت علوم تحقیقات و فناوری مورد تأیید و تصویب قرار گرفت و در سال ۱۳۶۶ به‌عنوان یک دانشگاه جامع، متشکل از دانشکده‌های علوم پایه، فنی و مهندسی، علوم پزشکی و علوم انسانی، به رسمیت شناخته شد. در سال ۱۳۶۹ دانشکده علوم پایهٔ نظامی نیز به مجموعه دانشکده‌های دانشگاه اضافه شد و با تبدیل دانشکدهٔ علوم پزشکی به دانشگاه علوم پزشکی بقیةالله، بخش علوم پزشکی دانشگاه امام حسین به‌طور رسمی از این دانشگاه جدا شد. همچنین دانشگاه علوم و فنون دریایی امام خامنه‌ای، دانشگاه علوم و فنون زمینی امیرالمؤمنین و دانشگاه علوم و فنون هوافضای عاشورا نیز از این دانشگاه منشعب و تشکیل شدند.
سابقاً دانشگاه امام حسین از طریق آزمون سراسری در مقطع کارشناسی رشته‌های مهندسی برق (الکترونیک، مخابرات)، مهندسی کامپیوتر (نرم‌افزار)، مهندسی مکانیک (طراحی جامدات، حرارت و سیالات)، مهندسی عمران، مهندسی هوافضا، مهندسی صنایع (تولید صنعتی)، مهندسی فناوری اطلاعات، ریاضی (کاربردی)، فیزیک، شیمی، زیست‌شناسی سلولی ملکولی و میکروبیولوژی، هوانوردی، جغرافیای سیاسی، نظامی، عملیات کشوری، حقوق، مدیریت صنعتی، علوم اقتصادی، مدیریت زنجیره تأمین (آماد)، تربیت بدنی و علوم ورزشی، اطلاعات نظامی و علوم سیاسی، دانشجو می‌پذیرفت.
دانشگاه از ۵ دانشکده تشکیل شده است:
1. دانشکده امنیت که به منظور تربیت نیروهای مورد نیاز گردان‌های امام علی، امنیت پرواز و حفاظت از شخصیت‌ها فعالیت می‌کند.
2. دانشکده اطلاعات با ۸ گرایش که به نیازهای تعریف شده می‌پردازد.
3. دانشکده فناوری یا مهندسی نیز مباحثی همچون پدافند غیرعامل، مخابرات، آماد و غیره را ارائه می‌کند.
4. دانشکده علوم انسانی اسلامی، موضوعات مربوط به این علوم را به مخاطبان ارائه می‌دهد.
5. دانشکده علوم پایه جهادی (علوم پایه نظامی سابق)، همه ورودی‌ها باید دوره عمومی خود را در این دانشکده سپری کنند.[۱۴]

دانشگاه امام حسین یک مرکز برای تحقیق زیست‌شناختی دارد و یک بخش زیست شناختی که تحقیقات میکروبیولوژی این دانشگاه را هدایت می‌کند.

## دانشکده‌ها
دانشکده‌های این دانشگاه عبارت‌اند از:
- دانشکده فناوری و مهندسی
- دانشکدهٔ علوم تجربی
- دانشکده علوم انسانی اسلامی
- دانشکده علوم پایه جغرافیا[۱۴]

## رشته‌های تحصیلی
- مهندسی مکانیک (ساخت و تولید، طراحی جامدات و تبدیل انرژی)
- مهندسی هوا فضا
- مهندسی مواد و متالوژی
- مهندسی صنایع
- مهندسی برق (مخابرات و الکترونیک)
- مهندسی کامپیوتر (نرم‌افزار)
- مهندسی فناوری اطلاعات (شبکه‌های کامپیوتری، رایانش امن)
- مهندسی عمران
- مهندسی نقشه‌برداری
- مدیریت صنعتی
- شیمی کاربردی
- ریاضی کاربردی
- فیزیک هسته‌ای
- اقتصاد
- جغرافیا
- مدیریت آمار
- حقوق کیفری و جرم‌شناسی

## نگارخانه

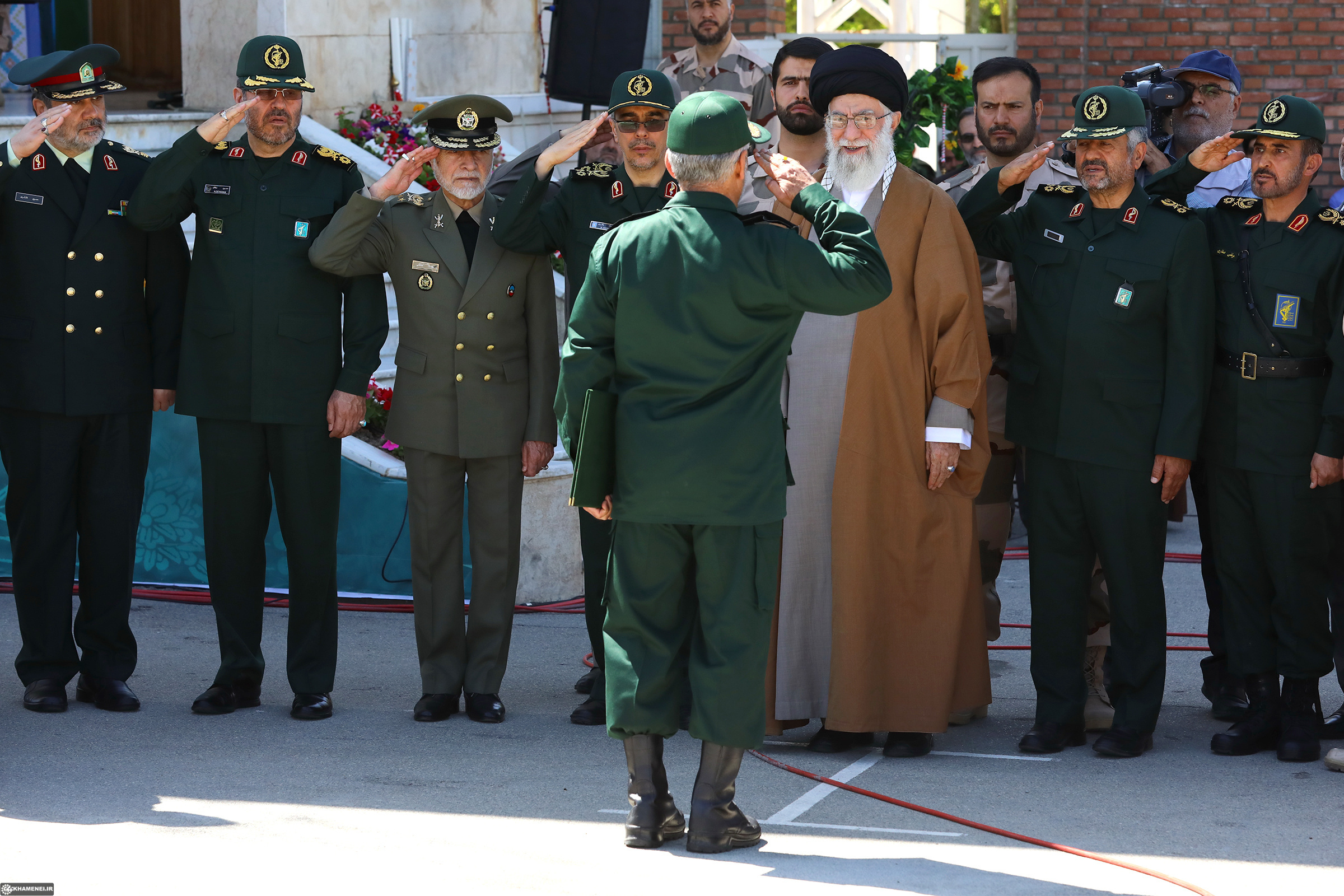
حضور سید علی خامنه‌ای در دانشگاه امام حسین (اردیبهشت ۱۳۹۶)
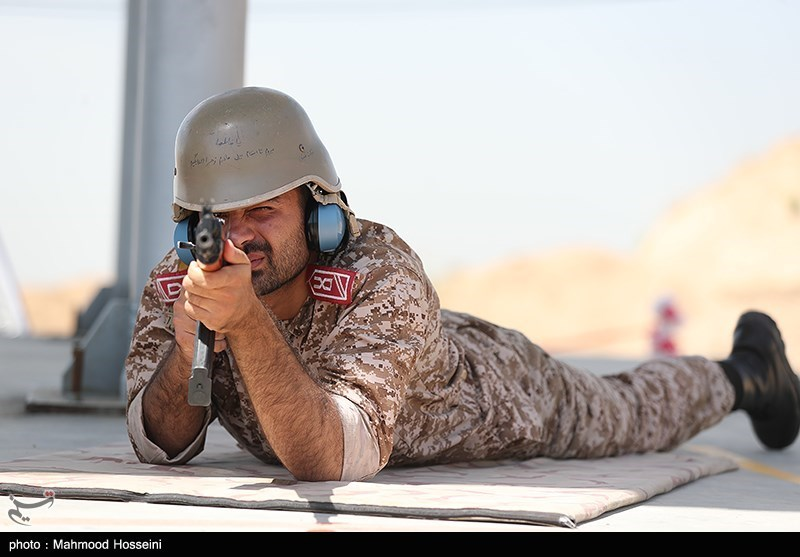
دانشجوی سال سوم دانشگاه، در میدان تیر دانشگاه، درحال تیراندازی به سمت هدف (خرداد۱۳۹۹)
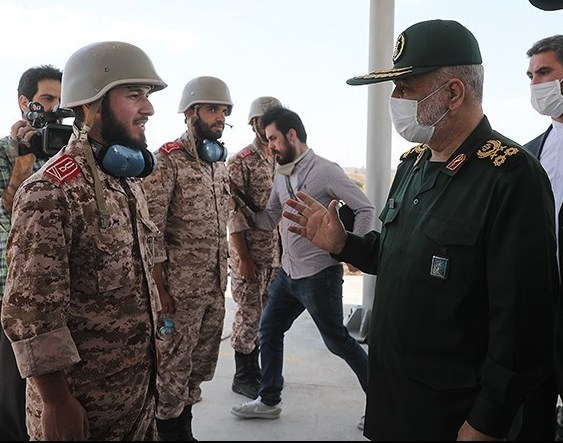

- نماهنگ دوران فتح (سال ۱۳۹۸)
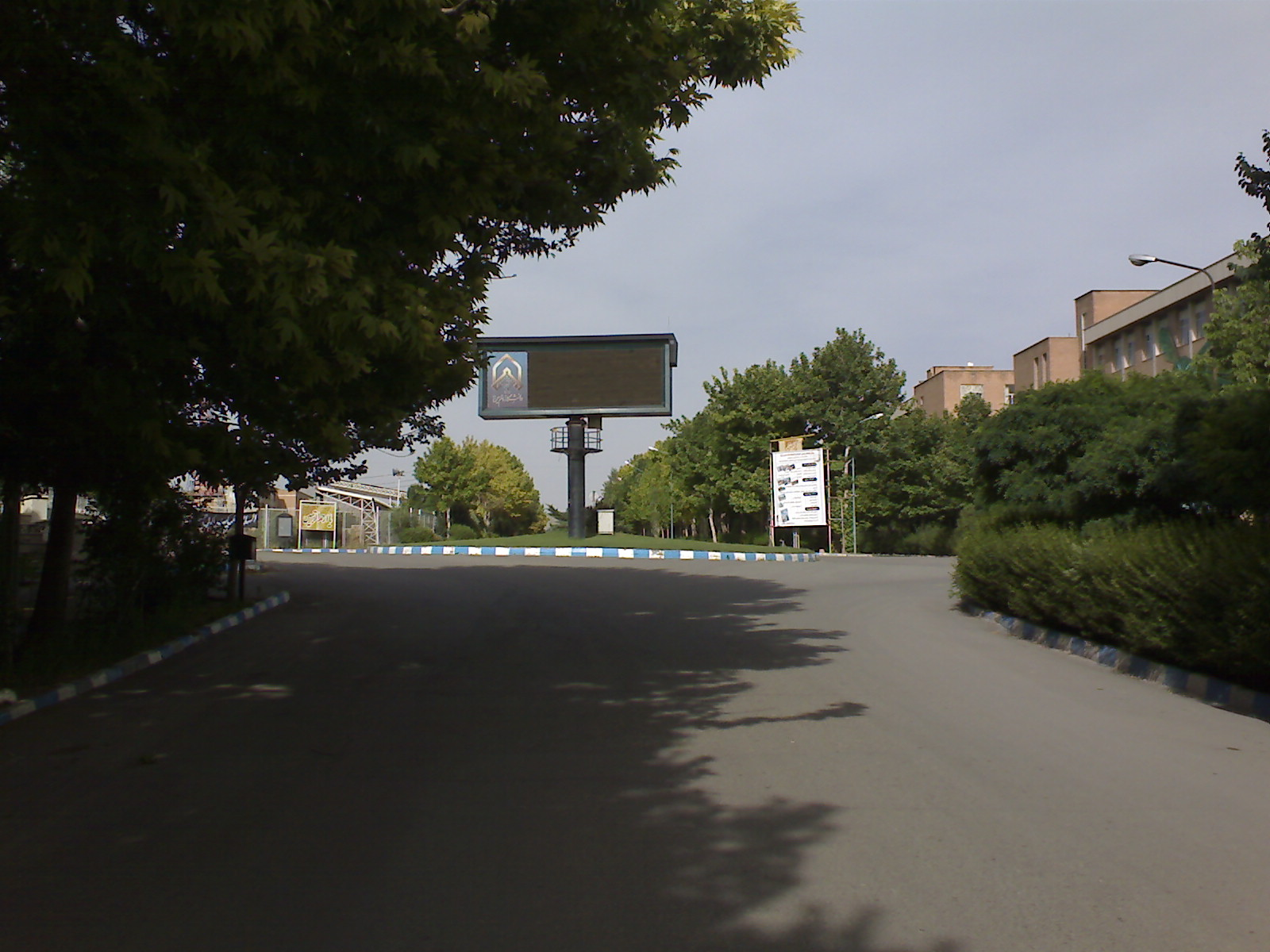
ورودی دانشگاه
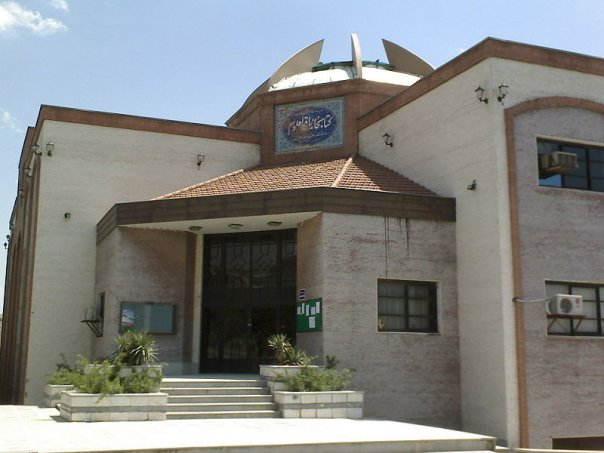
کتابخانه دانشگاه
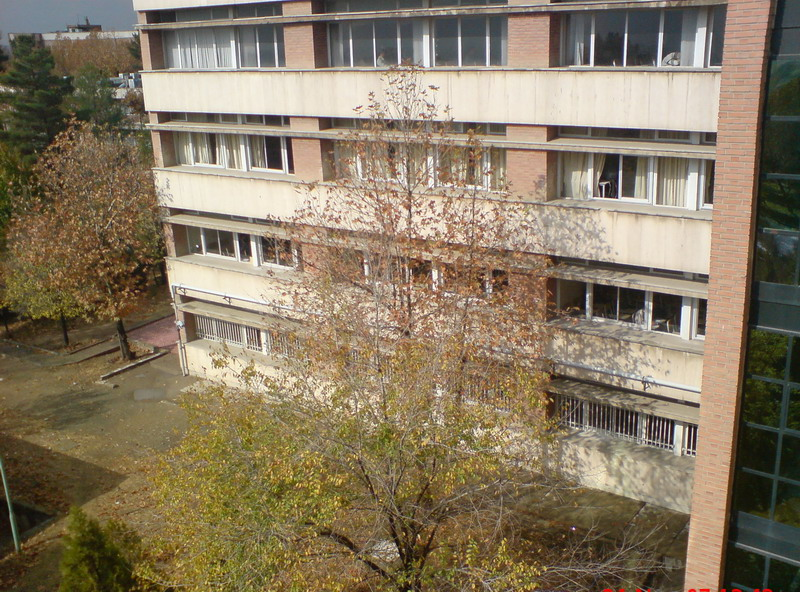
دانشکده مهندسی
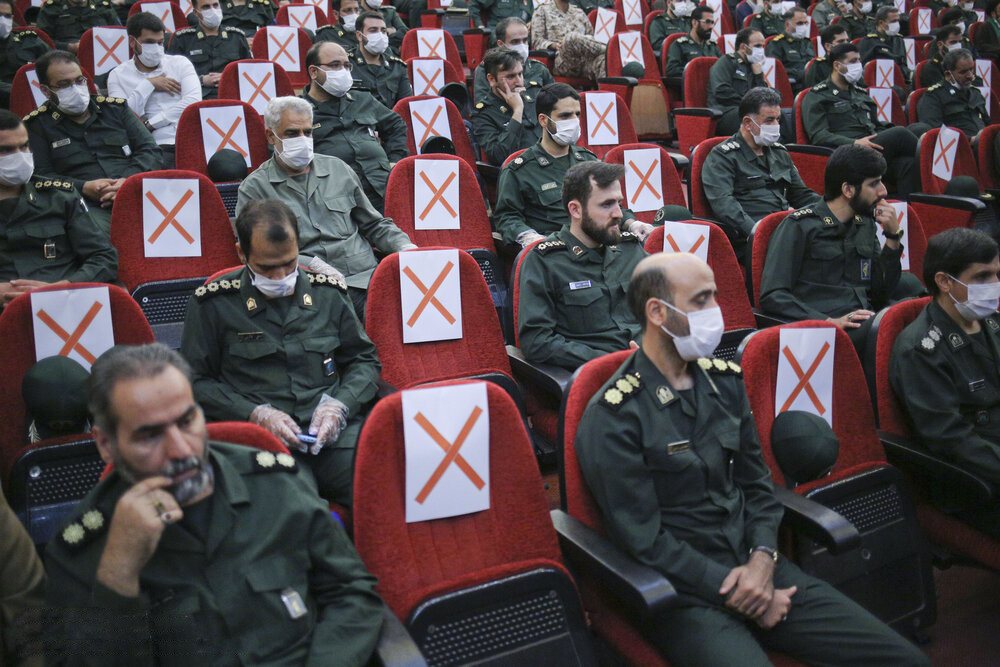